# Йоланда Унгарска
Йоланда Унгарска (известна още като Йоланта, Виоланта и Лоланда) е унгарска принцеса от рода на Арпадите и арагонска кралица – съпруга на арагонския крал Хайме I Арагонски.

## Биография

### Произход
Йоланда е родена около 1216 г. в Естергом, Унгария. Дъщеря е на унгарския крал Андраш II и на втората му съпруга Йоланда дьо Куртене. По бащина линия Йоанда е внучка на унгарския крал Бела III и на съпругата му – антиохийската принцеса Агнес, а по майчина линия е внучка на латинския император Пиер ІІ дьо Куртене и на съпругата му Йоланда Фландърска.
От предходния брак на Андраш II с Гертруда от Мерания Йоланда има двама полубратя и две полусестри: Анна-Мария, царица на България, крал Бела IV Унгарски, Св. Елисабета Унгарска и Коломан Галички.

### Кралица на Арагон
През 1235 г. 16-годишната Йоанда е омъжена за арагонския крал Хайме I Завоевателя. Двамата се венчани в съборната катедрала в Барселона. Това е вторият брак на арагонския крал, който вече имал един предходен брак зад гърба си – с Елеонора Кастилска, бракът му с която бил анулиран поради кръвно родство, макар че двамата имали един син.
Активна и темпераментна личност, Йоанда взима активно участие в арагонската политика наравно със съпруга си. Крал Хайме цени съпругата си като най-близък съветник и често ѝ възлага дипломатически мисии.
През 1241 г. тя подписва от името на съпруга си т.н. Договор от Алмисра с Кастилия, а през 1238 подписва договор с маврите за предаването на Валенсия и тържествено влиза в града на 9 октомври същата година.

### Смърт
Йоанда умира на 9 октомври 1251 г. в Уеска. Погребана е в манастира Санта Мария де Валбона в Лерида, Каталуния. По-късно до нея е погребана и дъщеря ѝ Санча.
През 1276 г. останките на кралица Йоланда са положени в нов саркофаг. През 2002 г. унгарското правителство финансира реставрацията на гроба ѝ, за което отпуска 12 000 евро.

## Деца
Йоланда ражда на арагонския крал десет деца:
- Виоланта Арагонска (1236 – 1301), омъжена за кастилския крал Алфонсо X;
- Констанса Арагонска (1239 – 1269), омъжена за кастилския инфант Хуан-Мануел;
- Педро III Арагонски (1240 – 1285);
- Хайме II Майоркси (1243 – 1311);
- Фернандо Арагонски (1245 – 1250);
- Санча Арагонска (1246 – 1252);
- Исабела Арагонска, омъжена за френския крал Филип III
- Мария Арагонска (1248 – 1267);
- Санчо (1250 – 1275), архиепископ на Толедо;
- Леонора Арагонска (р.1251).